# 변선환
변선환(邊鮮煥, 1927년 9월 23일 ~ 1995년 8월 8일)은 대한민국의 대표적인 신정통주의와 진보적 신학, 종교다원주의를 연구한 신학자이면서 목사이며 철학자이다. 개신교 감리교회의 목사이자 신학자로 감리교신학대학교 대학원 원장과 감리교신학대학교 학장으로 재직하였다. 호는 일아(一雅)이다.
그는 '토착화 신학'을 추구함과 동시에 다른 종교를 인정하자고 주장하였다. 한편 불교와의 대화를 시도하다가, 1992년 감리교 교단으로부터 감리교회 신도로서 지위와 목사 자격을 박탈당하고 제명되었다.

## 생애
1927년 평안남도에서 농부의 아들로 출생하였다. 열 여덟살에 개신교 신자가 되었고, 그가 "영혼의 아버지"라고 부른 감리교의 목사이며 3.1 독립선언문 33인 중 한 명인 신석구 목사의 영향을 깊이 받았다. 1948년 취직한 제련소 설계자를 그만두고 평양 성화 신학교에 입학하였다.
한국 6.25 전쟁으로 평양 성화 신학교를 떠나 감리교 신학대학교에 편입해 졸업하였다. 한신대 대학원에서 신학석사, 미국 드류대학교 신학부에서 신학석사, 그리고 스위스 바젤대학교 신학부에서 조직신학 전공으로 신학 박사학위를 받았다. 1967년 여름부터 감리교 신학대학에서 조직신학을 강의하였다.
그는 조직신학의 20세기 경향이었던 신정통주의 신학과 유럽 실존주의 철학 등을 연구하였고, 점차 다양성의 문제를 교회가 수용하여 다른 종교인들, 다른 신앙도 존중해 줄 수 있어야 한다고 주장하였다.
감리교회의 성직자를 육성하는 감리교 신학대학 교수로서 변선환은, 다른 종교를 선교의 대상으로 보는 보수적인 신학자들과 여러 차례 논쟁을 벌였다. 그는 "토착화 신학"을 추구하면서 불교와의 대화를 시도했다. 그의 《불타와 그리스도》라는 논문이 문제가 되어, 1992년 감리교 교단 총회 끝에 감리교 교단으로부터 출교 당하였다. 당시 한국 기독교계의 종교재판에 회부된 변선환은 최후진술에서 개종을 전제로 한 전도활동은 다른 종교를 정복의 대상으로 보는 종교적 제국주의적인 발상이라고 비판하였다.
1995년 8월 8일 자택에서 글을 쓰던 중 숨을 거두었다.
감리교신학대학교 교수 시절에, 변선환이 그 대학의 종교 철학과 교수로 채용되도록 힘썼던 측근 김영민 (철학자)은 다음과 같이 그를 회고하였다.
| “ | 생전의 변선환 박사는 신학계에서 그 위명이 대단했다. 그는 감리교 신학대학의 총장을 지냈고, 계몽주의마저도 늙어 끝물에 밀리던 1992년, 종교재판을 받아 목사직을 박탈당한 채 추방당했다. 그는 에라스무스나 모어같은 재기(才氣)를 잃고 말년을 우울하게 보내다가 책 위에 엎어진 채로 신(神)에게로 돌아갔다. | ” |

## 파문과정
1990년 변선환은 "불타와 그리스도"라는 글을 발표했다. 이 글에는 변선환의 다원주의 신학(다른 종교간의 대화와 존중을 추구하는 개방적인 신학)과 홍정수의 포스트모더니즘 신학이 드러나 있었는데, 당시 감리교 교단의 목사들 중 부흥사 출신의 목사들이 중심이 되어 두 사람의 신학을 이단 사상으로 규정하고 비판하였다.  김홍도 목사, 유상렬 장로, 박기창 목사, 배동윤 목사 등은 교리수호대책위원회를 만들고 교리수호운동을 전개하였다. 감리교내 위원회장이었던 김홍도 목사는 다음과 같이 주장했다. "감신대 변선환 학장과 홍정수 교수의 주장은 적그리스도 또는 사탄의 역사이므로 반드시 추방해야 하며 만일 이것이 이뤄지지 않을 경우 교단 분열도 불사할 것이다." 감리교단내 형제들(김선도 목사, 김국도 목사)의 도움을 등에 업고 김홍도 목사는 종교재판의 과정을 막후에서 주도하며, 마지막에는 종교재판 장소로 자신이 담임목사로 재직하던 금란교회를 제공하기도 했다. 재판 전 소위 영성집회라는 명목으로 1시간 이상의 부흥회식 집회를 하기도 했다. 결국 그 종교적 광신의 열기 속에서 변선환은 종교재판에 회부되었다.
종교재판 기소에 대해 변선환은 자신의 토착화 신학이 이단사상이라는 논리를 반박하면서, 자신의 신학이 지닌 필요성과 정당성을 주장하였다. "헬라 철학이나 독일 철학을 사용하여 만든 서구 신학은 혼합주의가 아니고, 유단 동양 철학의 범주를 가지고 복음을 재해석한 모든 아시아 신학은 아시아적 혼합주의라고 비판하는 이유를 본인은 전혀 알 길이 없습니다. 복음을 아시아의 심성에 울림 하는 아시아 종교나 아시아 혁명의 새 언어를 가지고 설명하는 우리 아시아 신학을 개발할 때, 그때 아시아 교회는 독립 신학의 바벨론 포수에서 벗어나서 비서구화 된 아시아 기독교인의 주체성을 찾게 됩니다."
또한 최후진술에서 "흑백논리만이 횡행하는 감리교의 현실이 안타깝다"며 "기독교는 더 이상 정복자의 종교가 아니며 전체 인류의 구원을 위해 종교간 장벽을 허물어야 한다. 종교적 다원주의는 감리교의 세계적 추세"라고 역설했다. 1992년 5월 7일 감리교 서울연회 재판위원회는 변선환과 홍정수를 출교시켰다. 당시 감리교 신학대학교의 일부  대학원 학생들과 일부 목사들의 반발로 감신대가 장기간 분규에 휩싸이기도 했을 정도로 변선환 목사의 파문사건은 감리교회내에서 파장이 컸다. 2005년 변선환 학장 사망 10주년을 기념하는 학술강연회개최 당시 추모논문집 《변선환 신학 새로 보기》(한들출판사)가 출판되면서 고 변선환 선생의 신학은 변선환 학회의 후배들에 의해서 재평가받았다.

## 신학사상
초기부터 1980년대에 이르기까지, 변선환은 서구 신학의 영향 아래에 있다가 점차 그로부터 벗어나려고 시도하면서 자신의 신학을 정립해 갔다. 국내 신학교에서 서구 신학을 소개받은 그는, 미국, 스위스 등으로 유학 하면서 아시아인으로서의 정체성을 새삼 인식하게 되었다. 그 결과 아시아의 종교에 관심을 갖고, 특히 불교와의 대화에 주력하다가 80년대 이르러 다른종교와의 개방과 대화를 주장하는 "종교 다원주의"를 제창하게 되었다.

## 같이 보기
- 종교다원주의
- 에큐매니컬
- 자유주의
- 김재준
- 송창근
- 한국의 신학자 목록